# FIRST SOLO CONCERT 寛之・山本・赤坂・敦啓 1994
『FIRST SOLO CONCERT 寛之・山本・赤坂・敦啓 1994』は、SAY・Sのコンサートビデオ、DVD。
DVDは2004年3月3日に発売。発売元はポニーキャニオン。

## 概要
1994年に行われたSAY'Sのメンバーのソロコンサートのビデオ作品４本を、一つにまとめてDVD化したもの。

## 収録曲

### 赤坂晃 FIRST SOLO CONCERT 1994
1. ガラスの十代
2. BAD BOY
3. MY DREAM ～親愛なる君へ～
4. PARTY
5. Still I Love You

### 佐藤寛之 FIRST SOLO CONCERT 1994
1. shade
2. あの頃…
3. Don't Stop
4. 負けるな
5. ガラス細工の宝物
6. shade

### 佐藤敦啓 FIRST SOLO CONCERT 1994
1. Jessie に首ったけ
2. 天国の週末
3. セレナーデの時間
4. 君には僕が
5. 最後のGood Night
6. 語り
7. 私と自分
8. 君がいるから

### 山本淳一 FIRST SOLO CONCERT 1994
1. ネバーランド バウンド
2. 彼女の恋人
3. 一度だけ言うけど
4. MY FRIEND
5. ヒット・パレード・ボーイ
6. 一緒に・・ネ
7. 嵐になれ